# Albertine Flickschu

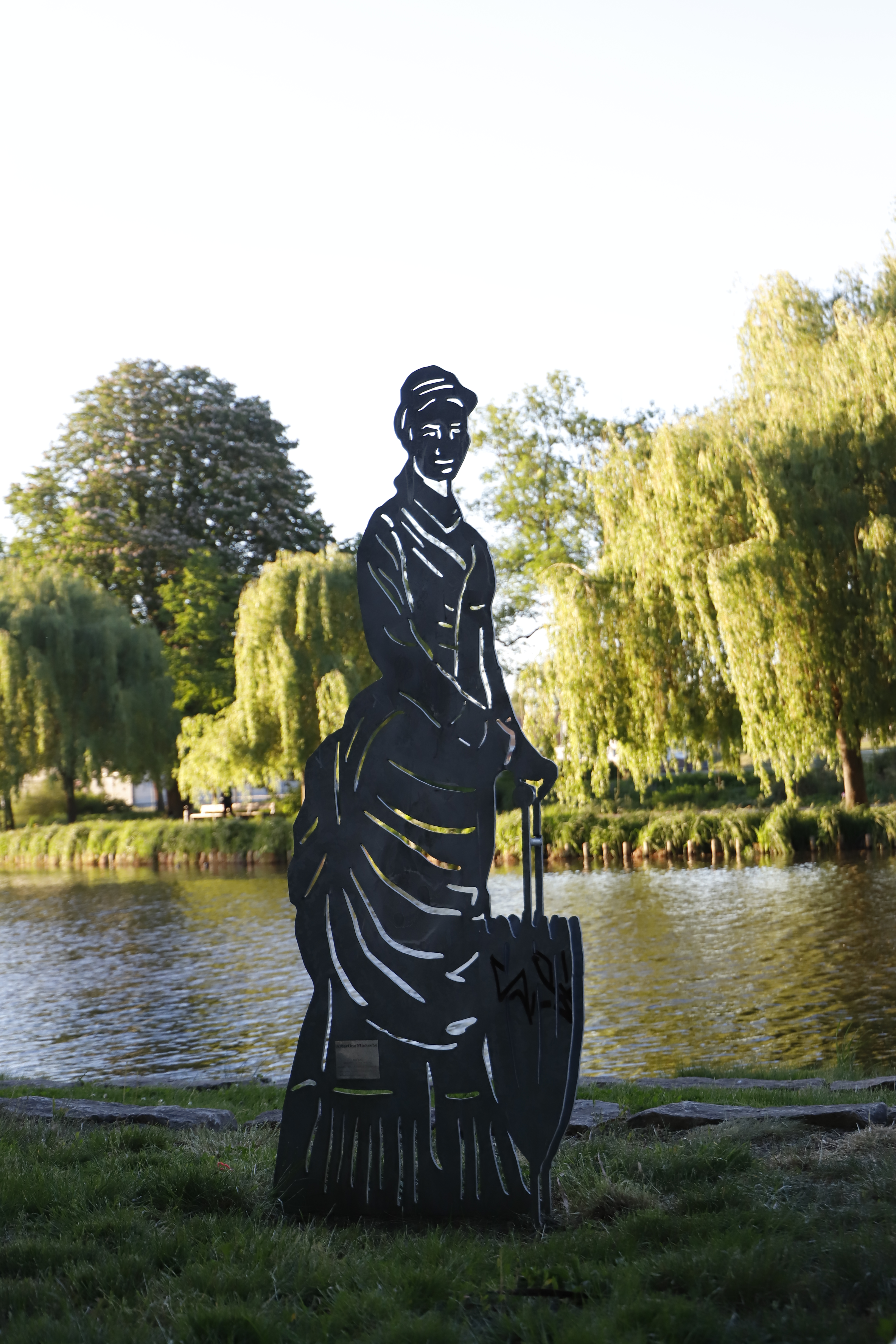
Stahlskulptur von Albertine Flickschu (Künstler: Peter Schmitz)

Albertine Pauline Flickschu (* 19. August 1827 in Ostrowo, Großpolen; † 30. September 1905 in Burg (bei Magdeburg), Sachsen-Anhalt) war die Frau des deutschen Tuchfabrikanten Carl August Flickschu und Stifterin des Burger Flickschuparks sowie des Burger Goetheparks.

## Leben
Albertine Flickschu wurde im 1827 als Albertine Styrle geboren. Sie heiratete den Tuchfabrikanten und Burger Stadtrat Carl August Flickschu. Gemeinsam hatten die beiden zwei Kinder, welche jedoch beide in jungen Jahren verstarben. Die erstgeborene Tochter Rosie Marie Luise Pauline Martha Flickschu wurde am 8. September 1852 geboren und verstarb bereits am 14. Februar 1853. Der zweitgeborene Sohn Carl August Ludwig Paul Flickschu wurde am 28. Juli 1954 in Burg geboren und verstarb am 15. Juli 1872 in Meran (Tirol).
Nach dem Tod ihres Mannes 1888 erbte sie dessen Vermögen und führte mit der nachfolgenden, in Kaufmanns- und Finanzgeschäften erfolgreichen Generation der Familie bis an ihr Lebensende die Wohltätigen Projekte ihres Mannes fort. 1898 erwarb sie die sogenannten „Brehmer Wiesen“ und schenkte diese der Stadt Burg. Nach ihrem Tod 1905 vermachte sie der Stadt 170.486 Mark für die Anlage eines öffentlich zugänglichen Stadtparks mit einem Teich auf dem die Kinder der Stadt im Winter Schlittschuh fahren sollten. Im Jahr 1913 begann man mit dem Bau des Flickschuparks und des dazugehörigen Flickschuteichs entlang der Ihle. Zudem wurde von dem Geld der Burger Goethepark zwischen Bahnhof und Landratsamt errichtet.

## Ehrungen

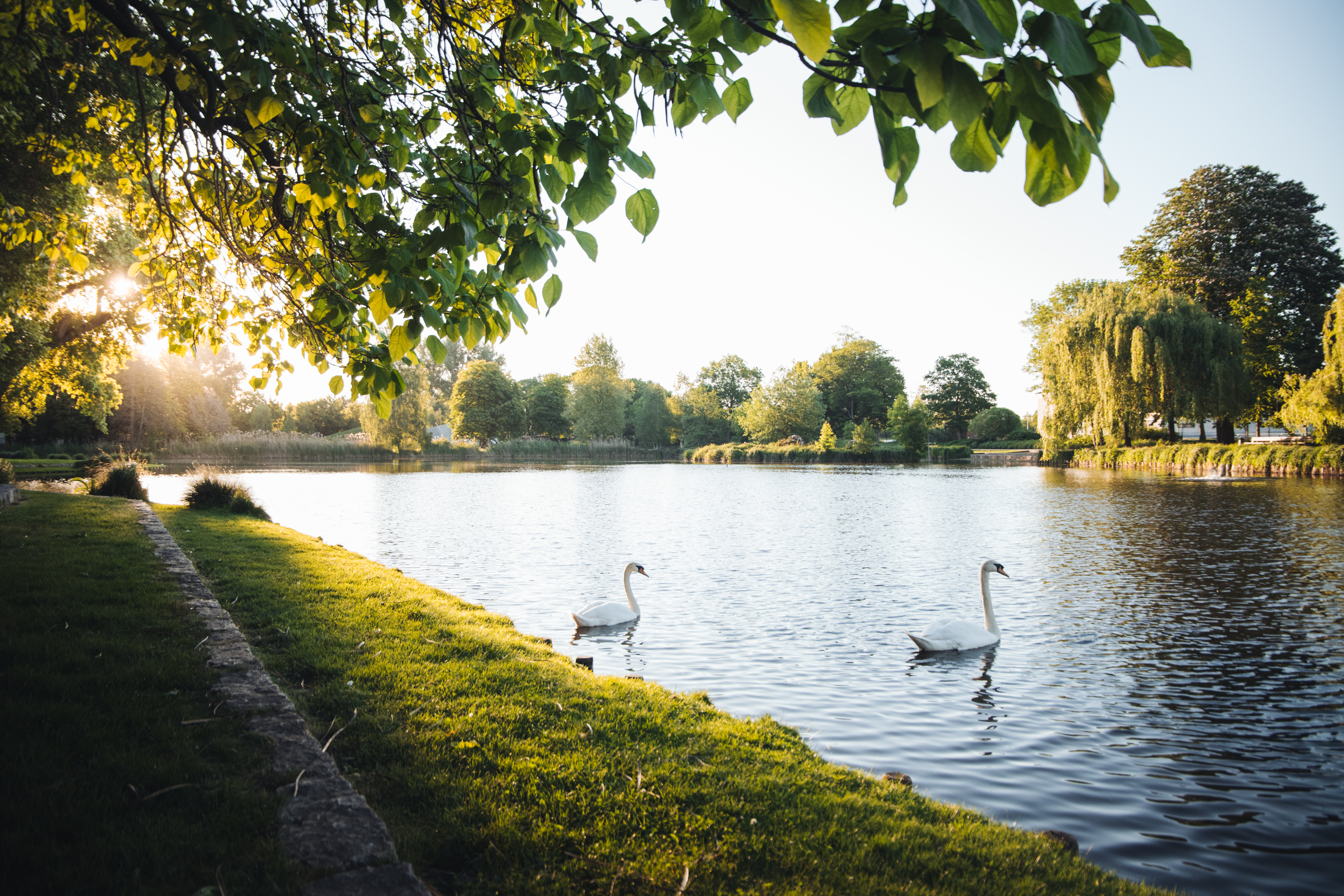
Flickschuteich Burg

### Flickschupark & Abbild
Am Eingang des nach ihr und ihrem Mann benannten Flickschuparks befindet sich ein Abbild aus Metall von ihr, dieses wurde 2018 zur Landesgartenschau und der damit einhergehenden Erneuerung des Parkgeländes errichtet. Die Stahlskulptur wurde von dem Duisburger Designer Peter Schmitz gefertigt.

### Grabstätte von Familie Flickschu
Auf dem reformierten Friedhof in der Burger Kirchhofstraße befindet sich die Grabstätte der Familie Flickschu.